# 重龙镇
重龙镇，是中华人民共和国四川省内江市资中县下辖的一个乡镇级行政单位。2019年12月，撤销苏家湾镇，将其所属行政区域划归重龙镇管辖。

## 行政区划
重龙镇下辖以下地区：
西外社区、后西社区、西街社区、小东社区、城东社区、文庙社区、文江场社区、东林社区、醮坛山村、谷田坝村、宁国寺村、千弓堰村、茨菇桥村、歇山庙村、香炉山村、泥巴湾村、罗汉洞村、芋子田村、天才坝村、文庙口村、迎宾桥村、元兴村、文峰村、大垭村、尖峰村、黄金村、梁山村、红庙村、回湾村、杨柳滩村和五里店村。